# Liste der Baudenkmale in Ummanz
In der Liste der Baudenkmale in Ummanz sind alle Baudenkmale der Gemeinde Ummanz (Landkreis Vorpommern-Rügen) und ihrer Ortsteile aufgelistet. Grundlage ist die Veröffentlichung der Denkmalliste des Landkreises Vorpommern-Rügen, Auszug aus der Kreisdenkmalliste vom August 2015 und Dezember 2015.

## Dubkevitz
| ID  | Lage                      | Bezeichnung                                 | Beschreibung | Bild                   |
| --- | ------------------------- | ------------------------------------------- | ------------ | ---------------------- |
| 214 | Dubkevitz (Karte)         | seitliche Alleen im Vorgelände (Gutsanlage) |              |                        |
| 214 | Dubkevitz (Karte)         | Allee (Gutsanlage)                          |              |                        |
| 214 | Dubkevitz (Karte)         | Zufahrtsstraße mit Pflasterung (Gutsanlage) |              |                        |
| 214 | Dubkevitz (Karte)         | Gutspark (Gutsanlage)                       |              |                        |
| 214 | Dubkevitz 6 (Karte)       | Trafohaus (Gutsanlage)                      |              | Trafohaus (Gutsanlage) |
| 214 | Dubkevitz 7, 8, 9 (Karte) | Gutshaus                                    |              |                        |

## Freesenort
| ID  | Lage                 | Bezeichnung              | Beschreibung | Bild                     |
| --- | -------------------- | ------------------------ | ------------ | ------------------------ |
| 218 | Freesenort 1 (Karte) | Bauernhaus               |              | Bauernhaus               |
| 219 | Freesenort 2 (Karte) | Fischerhaus              |              | Fischerhaus              |
| 220 | Freesenort 3 (Karte) | Wohnhaus                 |              | Wohnhaus                 |
| 221 | Freesenort 4 (Karte) | Bauernhaus („Hasenburg“) |              | Bauernhaus („Hasenburg“) |

## Groß Kubitz
| ID  | Lage                   | Bezeichnung        | Beschreibung | Bild |
| --- | ---------------------- | ------------------ | ------------ | ---- |
| 318 | Groß Kubitz 17 (Karte) | Wohnhaus mit Stall |              |      |
| 766 | Varbelvitz 1 (Karte)   | Alte Schule        |              |      |

## Haide
| ID  | Lage             | Bezeichnung                                                     | Beschreibung | Bild |
| --- | ---------------- | --------------------------------------------------------------- | ------------ | ---- |
| 345 | Haide 12 (Karte) | Wohnhaus                                                        |              |      |
| 346 | Haide 17 (Karte) | Wohnhaus (ehem. Försterei) mit Wirtschaftsgebäude und Eiskeller |              |      |

## Lieschow
| ID  | Lage                 | Bezeichnung            | Beschreibung | Bild |
| --- | -------------------- | ---------------------- | ------------ | ---- |
| 849 | Lieschow 9 (Karte)   | Wohnhaus (Haus Szakul) |              |      |
| 850 | Lieschow 10 (Karte)  | Wohnhaus (Haus Ewert)  |              |      |
| 852 | Lieschow 11 (Karte)  | Wohnhaus               |              |      |
| 412 | Lieschow 17 (Karte)  | Wohnhaus               |              |      |
| 413 | Lieschow 18a (Karte) | Wohnhaus               |              |      |

## Mursewiek
| ID  | Lage                 | Bezeichnung | Beschreibung | Bild |
| --- | -------------------- | ----------- | ------------ | ---- |
| 444 | Mursewiek 22 (Karte) | Wohnhaus    |              |      |

## Suhrendorf
| ID  | Lage                 | Bezeichnung | Beschreibung | Bild |
| --- | -------------------- | ----------- | ------------ | ---- |
| 744 | Suhrendorf 5 (Karte) | Wohnhaus    |              |      |
| 745 | Suhrendorf 6 (Karte) | Wohnhaus    |              |      |

## Unrow
| ID  | Lage               | Bezeichnung                                       | Beschreibung | Bild |
| --- | ------------------ | ------------------------------------------------- | ------------ | ---- |
| 443 | Moordorf 9 (Karte) | Wohnhaus (ehem. Schule) (zu streichen, da Neubau) |              |      |

## Varbelvitz
| ID  | Lage                  | Bezeichnung                                 | Beschreibung                                                                                              | Bild |
| --- | --------------------- | ------------------------------------------- | --- | ---- |
| 370 | Varbelvitz (Karte)    | Straßenraum mit Pflasterung und Allee       | |      |
| 768 | Varbelvitz (Karte)    | Allee zum Gutshaus                          | |      |
| 767 | Varbelvitz 4b (Karte) | Wohnhaus                                    | |      |
| 768 | Varbelvitz 10 (Karte) | Speicher                                    | |      |
| 768 | Varbelvitz 14 (Karte) | Gutshaus                                    | Sanierter, 1-gesch. Putzbau mit 2-gesch. Mittelrisalit, Mansarddach und rundem Portikus, um 1920 umgebaut |      |
| 768 | Varblevitz 14 (Karte) | Gutsanlage mit Gutshaus, Speicher und Allee | |      |

## Waase
| ID  | Lage                      | Bezeichnung                                   | Beschreibung | Bild           |
| --- | ------------------------- | --------------------------------------------- | ------------ | -------------- |
| 801 | Am Focker Strom (Karte)   | Friedhof mit Einfriedung                      |              |                |
| 801 | Am Focker Strom (Karte)   | Kirche mit Glockenstuhl                       |              | Weitere Bilder |
| 808 | Am Focker Strom 1 (Karte) | Pfarrhof                                      |              |                |
| 808 | Am Focker Strom 1 (Karte) | Pfarrscheune (Pfarrhof)                       |              |                |
| 808 | Am Focker Strom 1 (Karte) | Wohnhaus (Pfarrhof)                           |              |                |
| 802 | Neue Straße 2, 3 (Karte)  | ehem. VEG - Wohnhäuser mit Wirtschaftsgebäude |              |                |
| 802 | Neue Straße 4 (Karte)     | ehem. VEG - Wohnhäuser mit Wirtschaftsgebäude |              |                |
| 802 | Neue Straße 6, 7 (Karte)  | ehem. VEG - Wohnhäuser mit Wirtschaftsgebäude |              |                |
| 802 | Neue Straße 8, 9 (Karte)  | ehem. VEG - Wohnhäuser mit Wirtschaftsgebäude |              |                |
| 804 | Neue Straße 13 (Karte)    | Katen                                         |              |                |
| 803 | Neue Straße 14 (Karte)    | Katen                                         |              |                |
| 805 | Neue Straße 55 (Karte)    | Katen (Haus Haase) mit Zaun                   |              |                |
| 806 | Neue Straße 62 (Karte)    | Wohnhaus                                      |              |                |
| 807 | Neue Straße 63a (Karte)   | Küsterhaus                                    |              |                |
| 807 | Neue Straße 63a (Karte)   | Stall                                         |              |                |

## Wusse
| ID  | Lage                  | Bezeichnung | Beschreibung | Bild |
| --- | --------------------- | ----------- | ------------ | ---- |
| 825 | Dorfstraße 16 (Karte) | Wohnhaus    |              |      |

## Quelle
- Denkmalliste des Landkreises Vorpommern-Rügen